# عاشورلو
عاشورلو (به ترکی آذربایجانی: Aşurlu) یک منطقه مسکونی در جمهوری آذربایجان است که در شهرستان ماساللی واقع شده‌است. عاشورلو ۱۸۸۴ نفر جمعیت دارد.